# Heraklejon
Heraklejon (eg.Thonis, stgr. Ἡράκλειον) – starożytny port w Egipcie nad Morzem Śródziemnym, usytuowany w pobliżu późniejszej Aleksandrii.
W II wieku p.n.e. katastrofy naturalne zatopiły większą część miasta, reszta zniknęła pod wodą w VIII wieku. Ruiny portu zostały odkryte w roku 2000 przez francuskiego archeologa podwodnego Francka Goddio.